# Mons (Hérault)
Mons is een gemeente in het Franse departement Hérault (regio Occitanie) en telt 538 inwoners (2005). De plaats maakt deel uit van het arrondissement Béziers.

## Geografie
De oppervlakte van Mons bedraagt 22,6 km², de bevolkingsdichtheid is 23,8 inwoners per km².
De onderstaande kaart toont de ligging van Mons (Hérault) met de belangrijkste infrastructuur en aangrenzende gemeenten.

## Demografie
Onderstaande figuur toont het verloop van het inwonertal (bron: INSEE-tellingen).

## Afbeeldingen

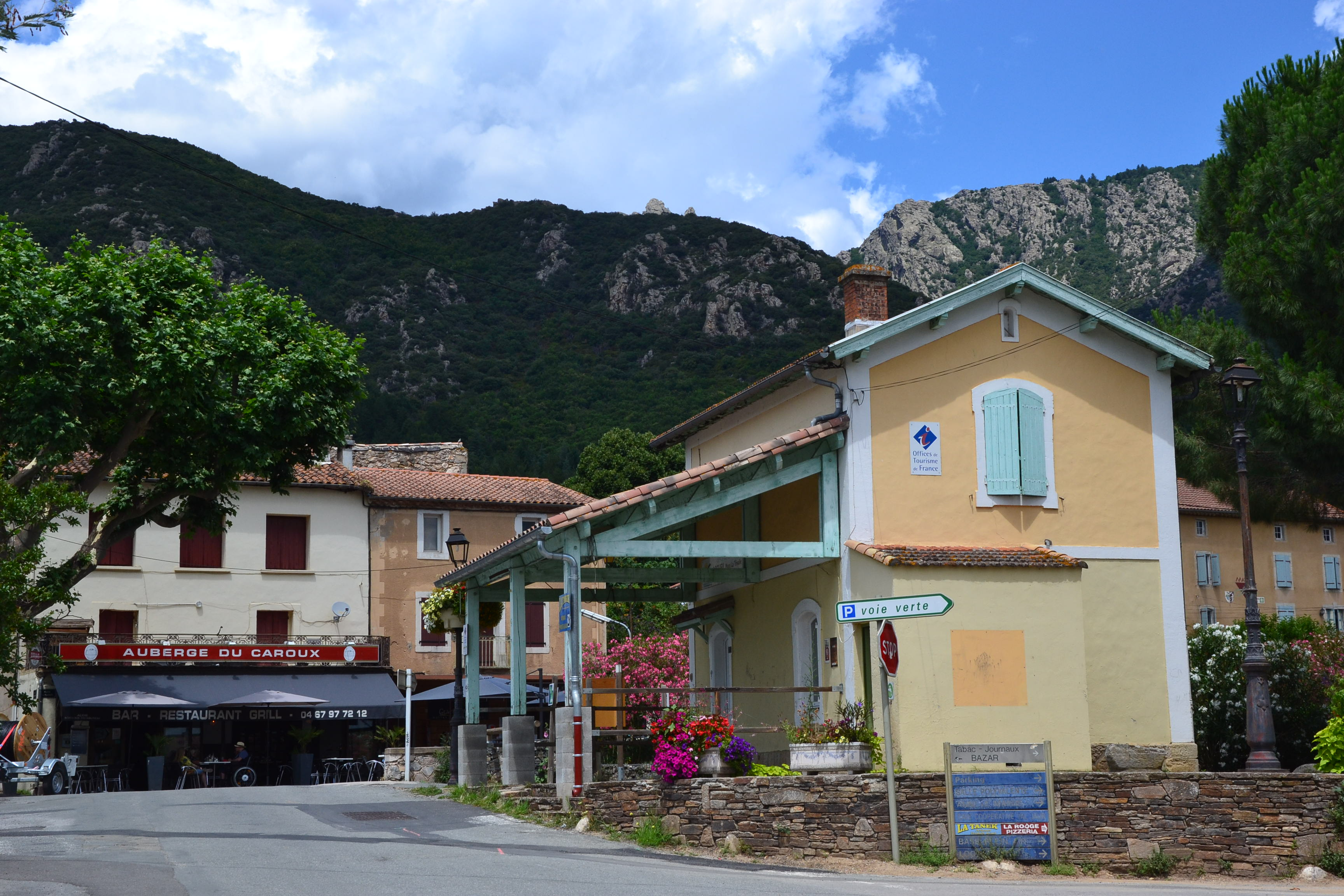
Centrum van Mons met Office de Tourisme
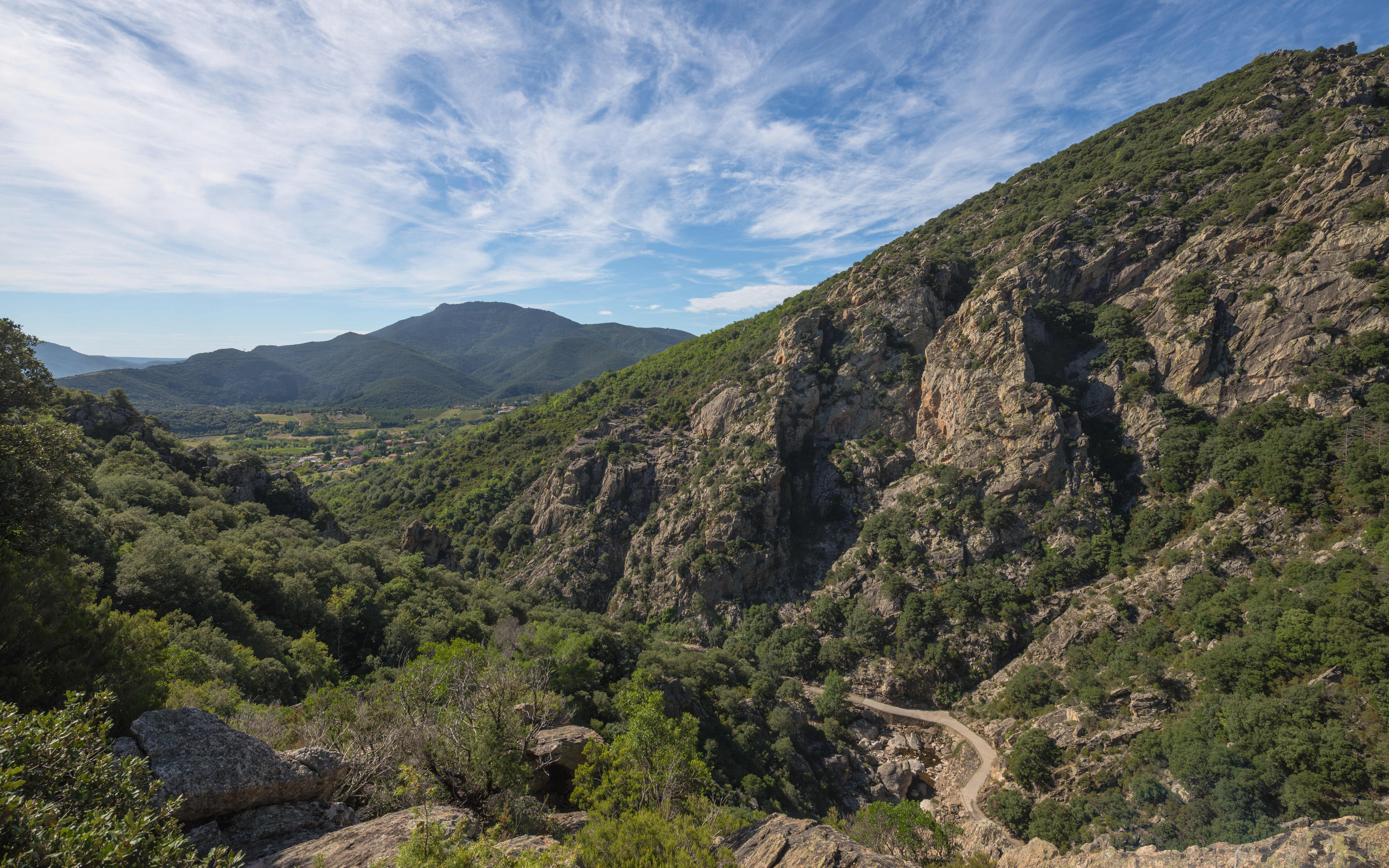
Gezicht op Mons (in de verte) vanuit de Gorges d'Héric
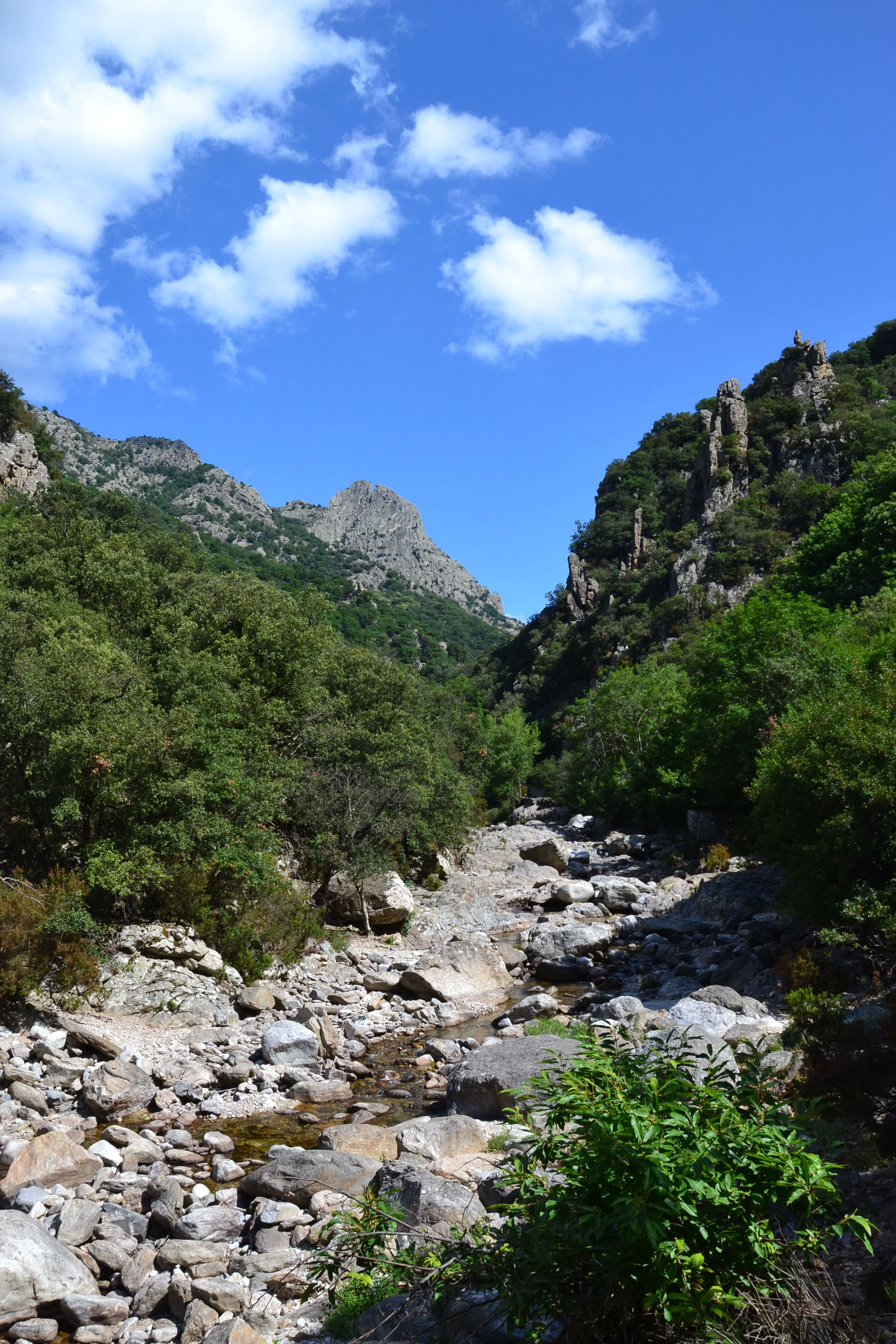
In de Gorges d'Héric

1. ↑  Populations de référence 2022.